# 搖曳露營△
《搖曳露營△》是Afro的日本漫畫作品。以山梨縣一帶作舞台，描述露營中的知識、野炊等戶外活動的魅力和以此作為娛樂的女高中生的溫和日常生活。漫畫標題末端的「△」是代表露營帳篷的象形符號。於《Manga Time Kirara Forward》的2015年的7月號連載至2019年4月號，自2019年春季起移籍至《COMIC FUZ》繼續連載。台灣中文版由東立出版社代理，中国大陆中文版電子書由哔哩哔哩漫画代理、實體書由天闻角川代理。2016年4月9日起，幕間故事的番外篇《房間露營△》於Niconico靜畫的Kirara基地以每話兩頁的形式連載中。
2019年11月20日發表製作電視劇消息，於2020年1月至3月播出。2020年11月5日發表製作電視劇第二季，2021年4月开始播送。

## 故事簡介

### 本篇「搖曳露營△」
喜歡在淡季（冬季）進行單人露營活動的志摩凜在一次於本栖湖的露營中，遇到了為一覽富士山而騎腳踏車來到本栖湖，但因睡著而陷入困境的各務原撫子。撫子在與凜交流過後對露營產生了興趣而加入學校的「野外活動同好會」，與同好會成員大垣千明與犬山葵開始了團體露營的活動。期間，凜的好友齋藤惠那也因此對露營產生了興趣。故事便圍繞著「凜的單人露營」以及「野外活動同好會的露營」展開。

### 番外篇「房間露營△」
因為想把露營當作社團活動，大垣千明和犬山葵成立了「野外活動同好會」，但活動預算少得不足夠買齊露營所需用具，所以在創社的四月直至十一月都沒有什麼實際的活動紀錄。後來在新社員各務原撫子加入後，野外活動同好會終於開始了像樣的社團活動。
放學後到野外活動同好會社辦研究露營的冷知識、玩起露營遊戲、聊著各種妄想的話題，幻想著10年、60年、1000年後的露營活動。故事就圍繞在野外活動同好會每天的日常活動間展開。

## 登場人物

### 主要人物
各務原撫子（／ Kagamihara Nadeshiko），声：花守由美里
本作主角之一。生日：3月4日。一個天真爛漫開朗樂觀的女孩。粉紅色長髮綁成雙馬尾，藍曈。言行有點像狗，害怕血、暗處和鬼怪。
溝通能力很高，面對初次見面的人也能毫無顧慮地與其對話。不過在她與凜的相處下能看出，其實也是會拿捏與溝通對象間的距離感。容易被骗，总是轻易相信犬山葵和其他人的谎话。
在靜岡縣濱松市西部搬家到山梨縣南部町的當日，為了看富士山而以腳踏車從南部町騎到本栖湖（兩地距離約60km），但因疲倦不已躺在路邊睡覺睡到天黑而陷入困境（因怕黑而不敢騎車回家）時，在受到剛好在該處露營的凜幫助後，對露營產生了興趣。喜歡吃和做料理，進餐的模樣被凜形容為「吃得很津津有味」。國中時期體型肥胖，直到國三時被姐姐強迫減肥，每天騎腳踏車繞濱名湖一圈（一圈大概67km），後來成功減肥也從而鍛鍊出一副健康並充滿元氣的體魄：即使在冬天睡在路邊也不會著涼；搬重東西時也完全不會氣喘。因為憧憬悠閒露營而加入了野外活動同好會，其後便在連續兩週內去了幾次露營，被千明形容為「Strong Style」。原作第29話中，開始對單人露營起了興趣；第一期电视動畫的原創結尾部分中，已經擁有一套露營套裝，並開始了單人露營。
姓氏取自岐阜縣各務原市。
連載前的初期設定：本來是想將其設定成一個跟現在完全相反，十分文靜的角色，後來和凜的初期設定大致上對調後創作出現在的活潑形象。
志摩凜（／ Shima Rin），声：東山奈央
本作主角之一。生日：10月1日。身高推斷在145cm以下，有著和小學生沒兩樣的體型，深灰藍色頭髮及腰並時不時會紮成一個很大的丸子，紫曈。喜歡狗。
本栖高中的圖書委員，不論在校內還是露營時都會看書，打工的地點也是書店。雖然表面是個面癱，但內在情緒十分豐富，經常會吐槽周遭的人和事。
由國中一年級時已開始露營，擁有豐富的露營經驗，喜歡單人露營的寧靜感，基本上只在人煙稀少的冬季進行露營活動。在故事開端幫助了陷入困境的撫子，後來開始會和她一起露營，也開始挑戰杯麵以外的野炊料理。不久後考到了摩托車的駕照並擁有自己的摩托車，有空時便會挑戰跨縣的單人旅行。摩托車型號為珍珠藍色的「YAMAHA Vino Deluxe」。
被千明稱呼為「芝麻凜」。多次被撫子和千明邀請加入野外活動同好會，但因不擅長應付社內氣氛而拒絕入會。在經歷過數次和撫子露營與聖誕露營後，貌似開始對多人露營有所改觀。
使用的露營道具都是祖父給她的，其中所用的帳篷為「mont-bell Moonlight Tent 3」。
姓氏取自三重縣志摩市。
連載前的初期設定：設定上原本是撫子和千明的混合版，但由於對一個喜歡單人露營的女孩而言，這種性格有點煩人，因此經過多次修正後創作出現在的文靜形象。
大垣千明（／ Ōgaki Chiaki），声：原紗友里
本栖高中「野外活動同好會」的社長。生日：8月31日。一名享樂主義的行動派女孩。紫髮棕曈，戴眼鏡並束著雙馬尾。在漫畫第54話時由惠那操刀，把頭髮剪成了及肩頭髮。
被撫子和葵分別稱呼做「小明」和「明」。聖誕露營前被凜稱呼做「大垣」，聖誕露營過後因變友好了而改口成「千明」。
經常和葵在稀少的活動預算金下，不斷摸索如何以便宜的道具和廢料活用在戶外活動上。
在學業上是「不到前一日就提不起幹勁」的類型，因此成績也不太好。
姓氏取自岐阜縣大垣市。
犬山葵（／ Inuyama Aoi），声：豐崎愛生
最初與千明一同創立野外活動同好會的成員。生日：3月4日。把亞麻色頭髮綁成單側馬尾，綠曈，外貌特徵為犬牙和三角形的粗眉毛，語調帶有關西口音，有著大姐姐般平靜的性格。被千明稱呼為「犬子」。學業成績是野外活動同好會成員中最好的一個。
為了賺取露營活動的資金而開始打工，在千明打工的酒品專賣店旁邊的超商「ZEBRA」做著收銀的工作。
很愛吹牛，吹牛時會露出很浮誇的眼神，曾开玩笑稱自己有男朋友。
动画中犬山葵的声优丰崎爱生同时也负责各种物体（松果球、凛的助动车等）的配音。
番外篇「犬犬犬子同學」的主角。
姓氏取自愛知縣犬山市。
齊藤惠那（／ Saitō Ena），声：高橋李依
凜在學校的朋友。生日：9月1日。黑色短髮，藍瞳。經常使用SNS與凜聊天。常常過著晚睡晚起的生活，曾經試過一天睡了14小時後又爬回床上睡覺。
對露營有一點點興趣，千明希望以她加入野外活動同好會為契機引誘凜也加入，但因不想脫離回家社而婉拒了。
有著把人的頭髮束成奇葩造型的惡作劇心態，曾把凜的頭髮束成熊或者日本城、把撫子的頭髮束成仙人掌。偶然也会促成凛和抚子等人的活动交互。養有一隻名為「竹輪」的吉娃娃。
比起露營用具的性價比，更著重其耐寒性和安全性，在參加聖誕露營時因買了一個十分昂貴的寒冬攀山用睡袋「Nanga Alpinist 800」（45000円）而嚇到了其他人。
在動畫番外篇「生存露營△」中，在暑假帶著大家坐上自家的私人飛機準備前往澳大利亞露營，期間表示經常在該時期坐飛機去探望父親。
名字取自岐阜縣惠那市。
土岐綾乃（／ Toki Ayano），声：黑澤朋世
撫子住在靜岡縣濱松市時的兒時玩伴，撫子稱她為「小綾」。兩人在撫子搬家後仍有聯絡，也通過撫子發的相片知道她朋友的長相。
與新年歸鄉的撫子，和到靜岡旅行的凜交流過後，約定自己騎摩托車到山梨縣找她們玩。有一台輕檔車 HONDA APE。伊豆篇後的冬天，特地網購露營裝備，並騎車前去大井川赴約。
姓氏取自岐阜縣土岐市。

### 各務原家
各務原櫻（／ Kagamihara Sakura），声：井上麻里奈
撫子的大學生姐姐。紫髮藍曈。很會照顧人。除了撫子外沒有人可以看得出她的表情起伏。
擁有汽車駕照，家裡有一輛藍色的4WD（車輛原型為日產 Rasheen）。在故事初使用著濱松市的車牌，隨後因應搬到山梨的關係換成了山梨縣的車牌。
各務原靜花（／ Kagamihara Shizuka），声：山本希望
撫子和櫻的母親。戴著眼鏡。
在千明前來探望感冒的撫子時與全家人一起吃千明做的餺飥。
各務原修一朗（／ Kagamihara Shūichirō），声：大畑伸太郎
撫子和櫻的父親。職業是上班族。長有鬍子。
在千明前來探望感冒的撫子時與全家人一起吃千明做的餺飥。

### 志摩家
志摩咲（／ Shima Saki），声：水橋香織
凜的母親。
對女兒的單人露營活動抱著雖然擔心但並不反對的態度，不過也因為女兒以此認識到朋友而感到欣慰。
年轻时也有骑摩托车，也是十分狂野的风格，會因為被女儿看到以前骑摩托车的相片感到害羞。
新城肇（／），声：大塚明夫
凜的外公。凜開始露營活動的契機，目前騎著打檔摩托車（Triumph Thruxton 1200r）長期在外過著流浪式的露營生活。
同時為電視動畫版中的旁白，負責解說露營道具的用法和相關知識。
姓氏取自愛知縣新城市。
志摩涉（／），声：樱井孝宏
凛的父亲，戴有眼镜。

### 犬山家
犬山朱莉（／ Inuyama Akari），声：松田利冴
葵的妹妹。外表完全是葵的縮小版，同樣長有犬牙和三角形的眉毛，語調也有關西口音，和姐姐一样的吹牛方式。
被千明稱呼為「小犬子」，兩人關係也很好。
犬山峰子（／ Inuyama Mineko），声：進藤尚美
葵的祖母。在葵為聖誕露營的菜單煩惱時，推薦她去做壽喜燒的人。

### 齊藤家
齊藤潤（／ Saitō Jun）
惠那的父親。
在女兒惠那決定在聖誕節時與朋友到外露營時，以「戶外活動能作為一次很好的人生經驗」為由給她錢買了一個十分昂貴的睡袋。

### 其他
鳥羽美波（／ Toba Minami），声：伊藤靜
黑長髮低馬尾，眯眯眼。在學校時不戴眼鏡，只在假日戴。替請了產假的歷史教師代課而來到本栖高中的女教師。每天都會喝酒，雖然喝醉後不會麻煩到他人，但性格會像換了個人似的。
在到校代課前，跟隨妹妹到四尾連湖露營時，见过剛好前來露營的凜和撫子，後來到校代課初期，因為喝醉前後的反差太大而沒有被兩人認出，但最後在自言自語中提及到酒的話題而被撫子認出。受到登山社的大町老師（聲：河本邦弘）拜托，接下了野外活動同好會顧問的工作。
每天都會光顧千明打工的酒品專賣店，因為每次都會買半打罐裝啤酒，所以被店裡的人私下稱作「六罐姐（グビ姉）」（港版譯作「狂飲姐」）。有一輛黃色的Kcar。
姓氏取自三重縣鳥羽市。
鳥羽涼子（／ Toba Ryōko），声：國立幸
鳥羽美波的妹妹。在原作中是與姐姐鳥羽美波一同登場。外貌及打扮都很中性。在四尾連湖露營時幫助了不會用備長炭起火的凜，被撫子稱為「必殺點火人」。
其後在原作揭露其性別是女生。在此之前凜和撫子一直以為「他」是鳥羽的男朋友。
菊川昴（／ Kikugawa Subaru），声：川澄綾子
為了爬山而來到夜叉神峠，在等候朋友島田小春（聲：沼倉愛美（日本）；凌晞（香港））時遇到凜，教授了她全年自家車輛禁行區間的事，道別前送了她一包焙茶。凛在除夕去磐田旅行，受母亲所托去一家在挂川的茶店买茶时，碰巧知道这家茶店是她开的。
姓氏取自靜岡縣菊川市。
饭田先生（配音：藤村忠寿），饭田先生的女儿（配音：渕上舞，演出：金井美树）
原作第33话登场。在千明三人等在山中湖露营险些遇险时出手相救的一对露营父女。饭田先生来山中湖露营来进行模型飞机的放飞活动，饭田先生的女儿也带了自家的柯基犬来溜放。在伊豆伊东开有一家酒铺，所以鸟羽老师来找千明三人时因为聊起酒而与饭田先生意气相投。
之后主角群去伊豆露营时，也拜托其找到了饭田相熟的朋友经营的露营场，解决了鸟羽老师原计划的露营地没开放的困境。
姓氏取自長野縣飯田市。
八代遙（聲：藪內裕友實）、 知多理惠（聲：森山由梨佳）
抚子去大井川露营时遇到的路人，介绍抚子去看井川線的齒軌鐵路火车，之后抚子、凛、绫乃会和后去泡浴足温泉时再次遇到。
小川香織（聲：水野朔）、小谷旭（聲：石谷春貴）
凛在十谷温泉露营场遇到的车辆露营男女。
瑞浪繪真（／ Mizunami Ema），聲：指出毬亞
主角组五人的学妹，与芽衣是好友。喜欢画画，偶然散步时遇到惠那并画下她睡觉时的样子。后来买了一个画画用的平板电脑，费用一半以入学贺礼方式向父母要到赞助，另一半则自己打工偿还。之后认识了主角组众人，比抚子和惠那成熟可靠，在露营旅行时照顾两人。
姓氏取自岐阜縣瑞浪市。
中津川芽衣（／ Nakatsugawa Mei），聲：天野心愛
主角组五人的学妹，与繪真是好友。在骑普通自行车上学时得到葵的帮助，所以喜欢并买入一辆山地自行车。在葵的邀请下加上了野外活动同好会。
姓氏取自岐阜縣中津川市。

### 狗
竹輪（ Chikuwa），声：原紗友里:18，
原作第3話（電視動畫版第2話）登場。惠那所飼養的吉娃娃。
經常在惠那和其他人的對話中出現，惠那也常常在SNS平台上上傳其照片。在野外活動同好會舉行的聖誕露營中跟隨惠那到來，與主角群眾人共度了聖誕。
早太郎（／ Hayatarou），声：高橋李依
在長野縣駒根市和靜岡縣磐田市流傳的靈犬。
凜一個人到長野縣和靜岡縣旅行時，對院內供養了此靈犬一事感到興趣而去參拜了相關的寺院（光前寺和見付天神），並買了其造型的御籤。
Afro（ Afuro）
原作者以自畫像所使用的，一隻戴著太陽眼鏡的哈士奇，出現在每本原作單行本的彩色首頁當中。也有在電視動畫版片頭曲畫面中登場。
鳕宝（ Hanpen），声：金光宣明
中津川芽衣家养的薩摩耶犬。家里人有上载记录其生活的视频频道“鳕宝的每一天”，所以在正式见面前主角团就认识它，并且在千明三人的大井川露营回忆中乱入出现。主角团笛吹露营结束时，与带着它散步的中津川芽衣母亲正式见面。由于从小训练，平时十分平静懒闲的样子，一见到摄像头就会变得醒目活跃。

## 出版書籍
| 集數 | 芳文社         | 芳文社                 | 東立出版社     | 東立出版社             | 天闻角川      | 天闻角川                |
| 集數 | 發售日期       | ISBN                   | 發售日期       | ISBN                   | 發售日期      | ISBN                    |
| ---- | -------------- | ---------------------- | -------------- | ---------------------- | ------------- | ----------------------- |
| 1    | 2015年11月12日 | ISBN 978-4-8322-4635-5 | 2018年2月2日   | ISBN 978-957-26-0614-8 | 2023年2月5日  | ISBN 978-7-5110-6226-0  |
| 2    | 2016年7月12日  | ISBN 978-4-8322-4719-2 | 2018年3月16日  | ISBN 978-957-26-0615-5 | 2023年2月5日  | ISBN 978-7-5110-6226-0  |
| 3    | 2017年2月10日  | ISBN 978-4-8322-4804-5 | 2018年4月13日  | ISBN 978-957-26-0616-2 | 2023年4月     | ISBN 978-7-5110-6322-9  |
| 4    | 2017年7月12日  | ISBN 978-4-8322-4851-9 | 2018年5月14日  | ISBN 978-957-26-0617-9 | 2023年4月     | ISBN 978-7-5110-6322-9  |
| 5    | 2017年12月12日 | ISBN 978-4-8322-4900-4 | 2018年6月14日  | ISBN 978-957-26-0618-6 | 2023年9月20日 | ISBN 978-7-5110-6501-8  |
| 6    | 2018年3月12日  | ISBN 978-4-8322-4927-1 | 2018年12月14日 | ISBN 978-957-26-1005-3 | 2023年9月20日 | ISBN 978-7-5110-6501-8  |
| 7    | 2018年10月11日 | ISBN 978-4-8322-4983-7 | 2019年2月12日  | ISBN 978-957-26-2140-0 | 2024年1月     | ISBN 978-7-5110-6674-9  |
| 8    | 2019年4月26日  | ISBN 978-4-8322-7092-3 | 2019年10月25日 | ISBN 978-957-26-3247-5 | 2024年1月     | ISBN 978-7-5110-6674-9  |
| 9    | 2020年1月10日  | ISBN 978-4-8322-7149-4 | 2020年9月11日  | ISBN 978-957-26-4850-6 | 2024年5月上   | ISBN 978-7-5110-6805-7  |
| 10   | 2020年3月12日  | ISBN 978-4-8322-7174-6 | 2020年10月23日 | ISBN 978-957-26-5111-7 | 2024年5月上   | ISBN 978-7-5110-6805-7  |
| 11   | 2021年1月7日   | ISBN 978-4-8322-7240-8 | 2022年2月11日  | ISBN 978-957-26-6410-0 | 2024年9月     | ISBN 978-7-5110-6997-9  |
| 12   | 2021年4月12日  | ISBN 978-4-8322-7269-9 | 2022年3月31日  | ISBN 978-957-26-7214-3 | 2024年9月     | ISBN 978-7-5110-6997-9  |
| 13   | 2022年3月10日  | ISBN 978-4-8322-7352-8 | 2022年9月5日   | ISBN 978-957-26-9114-4 | 2025年1月     | ISBN 978-7-5110-7241-2  |
| 14   | 2022年11月10日 | ISBN 978-4-8322-7415-0 | 2023年6月29日  | ISBN 978-626-347-878-7 | 2025年1月     | ISBN 978-7-5110-7241-2  |
| 15   | 2023年11月10日 | ISBN 978-4-8322-9501-8 | 2024年11月14日 | ISBN 978-626-02-2625-1 |               | ISBN 978-7-5110 -7584-0 |
| 16   | 2024年3月12日  | ISBN 978-4-8322-9529-2 | 2025年3月13日  | ISBN 978-626-02-2626-8 |               | ISBN 978-7-5110 -7584-0 |
| 17   | 2025年3月12日  | ISBN 978-4-8322-9621-3 |                |                        |               |                         |

- 在每卷單行本封面下均有額外連載番外篇「犬犬犬子同學」。
- 從單行本第3卷以後，每本單行本最後都有收錄到番外篇「房間露營△」。

## 電視動畫
日本原版版播出時由大塚明夫擔任旁白，香港方面由張炳強（第一季）、林國雄（第二季）及招世亮（第三季）配演所有其負責的部分。

## 電視劇
第一季於2020年1月起，每週五1時至1時30分，在東京電視台的週四電視劇25時段播出，由福原遙領銜主演。特別篇於2021年3月29日播出。第二季於2021年4月起，每週五0時至0時30分，在東京電視台的週四電視劇24時段播出。

### 演員
- 志摩凜 - 福原遙
- 各務原撫子 - 大原優乃
- 齊藤惠那 - 志田彩良
- 大垣千明 - 田邊桃子
- 犬山葵 - 箭內夢菜
- 各務原櫻 - 柳百合菜
- 鳥羽美波 - 土村芳
- 鳥羽涼子 - 北原帆夏
- 土岐綾乃 - 石井杏奈
- 齊藤潤 - 橋本潤

## 合作活動

### 自治團體
山梨縣觀光振興機構
山梨縣的觀光組織，在官方網頁中以動畫全12話裡登場的所有景點與實際景點的相片作展示並介紹其特色。網頁中的動畫及角色素材均取得版權認證。
進入2018年後，因宣傳的效果帶動，本應進入冬天淡季的縣內露營場也多了不少客人到訪。在場地勘察時，富士之國山梨的電影委員會也提供了協助。
此外，縣內其他企業製作相關週邊商品時，也會在當地各露營地提供賣場。
富士宮市
原作者Afro實際到過當地某一露營場並進行作畫公司的地方。當地的市政府職員曾重現動畫露營的模樣，並以「大叔露營」這名稱附上照片投稿在Twitter的官方帳號上。

### 交通機構
叡山電鐵
從2018年1月20日開始，機構舉辦合作活動，包括把Deo720型電車的車身塗上動畫的圖繪、推出聯合車票（一日票＋特別入場券）。
首日於八瀨比叡山口車站舉辦名為「叡電·搖曳露營△合作Fes」的啟動式，除了各項展示外還包括花守由美里（各務原撫子的聲優）的脫口秀、展示機構各款列車的運作等。
本來預定4月29日結束的活動，因好評如潮而延期至10月1日。
京王集團
從電視動畫放送的1月起，就從京王線·井之頭線所有車站內張貼合作活動的海報。
海報標語：「要前往搖曳露營△的聖地，京王電鐵巴士最便利！」
富士急樂園
在2018年4月28日至5月27日期間，舉辦名為「搖曳露營△ in富士急高原樂園」的活動。
內容包括現場表演、活動版樂園通行證（附贈原創文件夾）的販賣活動。
富士急行
與上述富士急高原樂園的活動同期舉起，把公司6000系電聯車的車身裝上動畫專用的車頭裝飾。

### 公司企業
PRINCESS CAFE
與電視動畫版合作，從2018年4月6日至5月27日期間於池袋、秋葉原、名古屋、福岡各分店中，開設「搖曳露營△CAFE」的活動。
期間店內將提供限定餐點和周邊商品。
Machi☆Asobi CAFE
與電視動畫版合作，活動期間於東京、北九州、大阪、眉山各分店中，開設「搖曳露營△CAFE」的活動。
期間店內將提供限定餐點和周邊商品。

### 其他作品間的合作
閃耀幻想曲
由Drecom所開發營運的手機角色扮演遊戲，並在2018年1月公布本作將登錄該遊戲世界中。
「Manga Time Kirara系列」中多名角色均有登場，本作亦登場了多名角色。
小薰老師的工作室探訪～Kirara漫畫創作法～
由半澤香織所創作，以其漫畫作品《漫畫女孩》中的主角萌田薰子到訪多名芳文社漫畫家的工作地點處進行採訪學習的報告漫畫。
自2016年3月號起於芳文社旗下漫畫雜誌《Manga Time Kirara MAX》開始不定期連載。於2017年12月號刊登的話數中，本作的原作者Afro以哈士奇的形象登場，帶著《漫畫女孩》的登場角色萌田薰子和勝木翼遊走各個可能成為《搖曳露營△》登場景點的地方（也就是場勘）。
mono女孩
同樣由Afro所創作，在芳文社漫畫雜誌上連載的漫畫，两部作品共享世界观，角色和场景会偶然客串。於《Manga Time Kirara Carat》2018年3月號中的話數中，為紀念本作的動畫化而刊登了合作回。
大致內容：描述在受到作中漫畫家秋山春乃的委托下，其他作中角色與她一同到達《搖曳露營△》的各個觀光景點進行聖地巡禮的故事。
八月的棒球甜心
由遊戲商Akatsuki所製作的女子棒球題材遊戲，野外活動同好會五名成員以選手身分登場，並與該遊戲角色進行交流，透過期間限定活動可獲得主角群五人共十種卡片進行養成與運用。

## 備註
1. ↑  取自P.004
2. ↑  在官方的身高設定中比撫子姐姐的車（145cm）還矮。
3. ↑  取自P.006
4. ↑  關於出生地的設定，在每卷原作單行本封面下的番外篇「犬犬犬子同學」中，曾提到自己「不是在關西而是在岐阜縣的犬山市出生」，然後就笑稱是騙人的，其後被指出犬山市是位於愛知縣而並非岐阜縣。後續表明其實自己既不是關西地區、也不是岐阜縣和愛知縣出生，而是出生於作為故事舞台的山梨縣，然而是否真實則無從得知。
5. ↑  名字在2017年5月號的《Manga Time Kirara Forward》才正式揭露。
6. ↑  名字在電視動畫版第1話的片尾CV名單才正式揭露。
7. ↑  名字在電視動畫版第9話的片尾CV名單才正式揭露。
8. ↑  名字在電視動畫版第4話的片尾CV名單才正式揭露。
9. ↑  名字在電視動畫版第9話的片尾CV名單才正式揭露。
10. ↑  名字在番外篇「犬犬犬子同學」中第4話才正式揭露。
11. ↑  名字在電視動畫版第11話的片尾CV名單才正式揭露。
12. ↑  名字在電視劇版揭露。
13. ↑  名字在2017年5月號的《Manga Time Kirara Forward》才正式揭露。
14. ↑  名字在BD&DVD第2卷的特典小冊子中揭露。
15. ↑  名字在BD&DVD第3卷的特典小冊子中揭露。
16. ↑  名字在BD&DVD第3卷的特典小冊子中揭露。
17. ↑  名字在電視動畫版第3季第3話的片尾CV名單揭露。
18. ↑  名字在電視動畫版第3季第9話的片尾CV名單揭露。
19. ↑  最終話放送前特輯「にこキャン△」中有提及。
20. ↑  在長野縣稱為早太郎，在靜岡縣稱為悉平太郎（しっぺいたろう）。
21. ↑  最終話放送前特輯「にこキャン△」中有提及。
22. ↑  山梨縣的其中一個觀光情報機構。
23. ↑  原作第1卷的作者介紹有提及。
24. ↑  前半：6月12日〜7月1日、後半：7月3日〜7月29日
25. ↑  目前參戰角色有志摩凜、各務原撫子、大垣千明和犬山葵。
26. ↑  筆名「小薰」，故稱小薰老師。
27. ↑  各務原撫子設定為先發投手、志摩凜設定為捕手、犬山葵設定為二壘手、大垣千明設定為游擊手、齊藤惠那設定為中堅手。

## 外部連結
- 作品介紹「搖曳露營△」 （页面存档备份，存于）（日語）
- niconico靜畫 −「搖曳露營△＆房間露營△」 （页面存档备份，存于）（日語）